# Valparaíso (kommun i Antioquia, Colombia)
Valparaíso är en kommun i Colombia.   Den ligger i departementet Antioquía, i den centrala delen av landet, 210 km nordväst om huvudstaden Bogotá. Antalet invånare är 6 324.